# Jean Vaillant
Pour les articles homonymes, voir Jean Vaillant (homonymie) et Vaillant.
Jean Vaillant, né le 23 avril 1932 à Lorient (Morbihan) et mort le 20 janvier 2024 dans la même ville,, est un athlète français, spécialiste des courses de fond.
Il participe aux Jeux olympiques d'été de 1964 à Tokyo. Il se classe 15e de l'épreuve du 10 000 m et est éliminé dès les séries du 5 000 m.

## Biographie
Formé au Patronage laïque de Lorient, Jean Vaillant s’illustre rapidement dans les épreuves de demi-fond : il est champion de France militaire du 5 000 m, champion militaire de cross-country, treize fois champion de France universitaire, et porte le maillot national pour la première fois en 1954, à l’occasion d’un 1 500 m lors d’une rencontre Belgique-France. La première de ses 36 sélections, avec en point d’orgue sa participation aux Jeux olympiques de Tokyo en 1964 sur 5 000 m (éliminé en séries) et 10 000 m (15e).
Toujours en 1964, il brise le mur des 29 minutes et affiche un temps de 28’58’’4, son record personnel, au meeting international de Rennes où il arrive juste après Jean Fayolle et le champion Belge Gaston Roelants, recordman du monde du 3 000 m steeple. Il participe aussi au cross des nations avec l’équipe de France (quatre participations - épreuve devenue ensuite Cross International, puis Championnats du monde de cross), sur un terrain qui met mieux en exergue son caractère de battant que les courses sur piste.

« J'étais parti à Paris pour suivre des études de droit. J'ai fait ma carrière dans les douanes : inspecteur central et receveur. L'athlétisme ne m'a jamais rapporté un sou! »

— Le Télégramme - le 13 juillet 2013
Il se produit sous les couleurs de plusieurs clubs : le Tour d’Auvergne de Rennes, le Paris université club, le CEP Lorient et le Racing Club de France. Jean Vaillant clôt sa carrière d’athlète à l’âge de 36 ans, au club lorientais en 1966, mais assiste de ses conseils de nombreux athlètes pendant 22 ans, en tant qu’entraîneur.

Il encadre des internationaux : 

« Jean était parmi nous aux championnats de France à Plouay, heureux d’être sur le terrain. Il continuait de s’entretenir en marchant et j’avais le plaisir de le croiser sur les rives du Ter. Jean, un tuteur, un maître s’en va, que de bons souvenirs partagés. »

— Maryse Le Gallo, janvier 2024
Jean Vaillant demeure (en 2013) le Breton le plus titré en athlétisme. Il meurt le 20 janvier 2024 à l’âge de 91 ans.